# George Saidah
George bin Mikhail bin Musa Saidah (en árabe: جورج صيدح‎ Jurj Saydah; Damasco, Siria Otomana; 8 de noviembre de 1892 - ibídem; 1978) fue un poeta, ensayista y periodista sirio con actividad en Sudamérica, dentro de la corriente del Mahyar. Es autor, entre otros, del libro Nuestra literatura y nuestros literatos en la Diáspora Americana y uno de los fundadores de Al-Rábita Al-Adabía, una asociación literaria de sirio-libaneses asentados en Argentina. Escribía tanto en árabe como en francés y en castellano.

## Biografía
Nació el 8 de noviembre de 1892 en una familia cristiana en Damasco, donde cursó su educación primaria. En 1908 se trasladó a Aintoura en el Líbano para cursar en el Collège Saint Joseph, la institución educativa francesa más antigua de Cercano Oriente. En el mismo, fue alumno del hombre de Estado sirio Fares Bey Al-Khoury y obtuvo su diploma en 1911. Mientras era estudiante, tuvo contacto epistolar con Bechara Al-Khouri, fundador del diario Al-Bark, al que le envió poemas de su autoría que tuvieron crítica favorable en Beirut. En ese mismo año, se trasladó a El Cairo para dedicarse al comercio, donde tenía familiares que ya se dedicaban a esa actividad, la cual le permitió amasar un pequeño capital tras la Primera Guerra Mundial favorecido por los años de posguerra. En ese período, continuó con su producción poética y tuvo contacto con Ahmed Zaki Pacha, entonces ministro de Instrucción del gobierno egipcio.
En 1925 se radicó en París, tras un traspié económico en Egipto, donde contrajo matrimonio con Antoinette Gray -nacida en Palestina de padres franceses- y donde permaneció hasta fines de 1927, año en el que emigraría a Venezuela. En 1932 nació su hija Jacqueline en Boissy. En el país sudamericano tuvo actividad comercial, publicó una revista mensual en español focalizada en literatura árabe clásica y moderna y colaboró con medios en árabe de Nueva York. En 1939 visitó esa ciudad, donde se relacionó con miembros de Rábita Al-Qalamiyya, -denominada en la angloesfera The Pen League- como Nadra Haddad. En 1947 emigró de Venezuela con destino a la Argentina, donde se dedicó nuevamente al comercio además de a la actividad literaria. En ese año, editó el poemario Anaufil, cuyas ganancias donó a las víctimas palestinas de la Nakba. En 1951, recibió de mano del embajador de Siria en Argentina Zeki Djabi la Orden del Mérito Civil en Grado de Primera Clase. En ese mismo año volvió al Levante, donde fue agasajado por organismos literarios tanto sirios como libaneses.
Publicó en El Cairo en 1956 Nuestra literatura y nuestros literatos en la Diáspora Americana (título original: أدبنا وأدباؤنا في المهاجر الأمريكية), obra que fue bien recibida tanto en la diáspora levantina como en Siria y en Líbano y que sería reeditada en Beirut al año siguiente. En la misma, publicó un homenaje a la escritora chilena de origen palestino Mary Yanni que se cita a continuación:

En la República Chilena existe una importante colectividad árabe, formada mayormente por gente de Palestina. Poseen diversas asociaciones, además de grandes industrias y una multitud de escritores que suben a la tribuna con sus discursos y poemas en lengua árabe. A la vanguardia literaria está la célebre Sra. Mary Yanni de Atala, directora de la revista Minerva, una de las líderes en el despertar femenino y embajadora de la literatura árabe en  Chile. Constituyó Al-Nadwat Al-Adabiya (Club Literario, 1955) en la capital chilena, al estilo del Círculo Andalusí de São Paolo, así como la edificación de un ala de árabe en la Biblioteca Pública de Santiago. A ella se le debe el reavivar la lengua árabe en un entorno donde no predomina la literatura árabe; pues todos son comerciantes, obreros, industriales y agricultores.

Por otro lado, publicó en Beirut una colección de poemas titulada La Historia de un Emigrante en 1959. Su poesía fue muy admirada por críticos y estudiosos de la literatura del Mahyar. Falleció en Damasco en 1978.

## Obra parcial
- Anaufil (en árabe: النوافل‎ Al-Nawafil), Buenos Aires, 1947 (poesía)
- Latido del Corazón (en árabe: نبضات قلب‎ Nabadat qalb), París, 1953 (poesía)
- La Historia de un Emigrante (en árabe: حكاية مغترب‎ Hikayat mughtarib), Beirut, 1959 (poesía)
- Nuestra literatura y nuestros literatos en la Diáspora Americana (en árabe: أدبنا وأدباؤنا في المهاجر الأمريكية‎ A'dabuna waa'dabawuna fi almuhajar al-amrikia), Instituto de Estudios Árabes Internacionales: El Cairo, 1956
- Poesía Árabe Contemporánea (en árabe: الشعر العربي المعاصر‎ Al-shier al-earabiu al-mueasir; en francés: Poésie Arabe Contemporaine), 1968 (en francés)
- Fragmentos de Junio (en árabe: شظايا حزيران‎ Shazaya huzayran), Beirut, 1971 (poesía)
- Diwan Saidah (en árabe: ديوان صيدح‎ Diwan Saydah), 1972/1973 (poesía)